# آمل توکا
آمل توکا (بوسنیایی: Amel Tuka، زاده ۹ ژانویهٔ ۱۹۹۱) دونده اهل بوسنی و هرزگوین است. از افتخارات وی میتوان وی میتوان به کسب مدال برنز دو ۸۰۰ در ۲۰۱۵ پکن اشاره کرد.